# Giainismo

Il simbolo ufficiale del giainismo noto come Jain Prateek Chinha, usato da tutti i gruppi giainisti dal 1974
In basso la scritta parasparopagraha jivānām (Tattvārthasūtra 5.21) che rappresenta il motto della comunità giainista

Giainismo (anche jainismo) (Sanscrito, जैन,) è la religione dei seguaci di Jina (in sanscrito "il Vittorioso"), epiteto di Vardhamāna ("colui che accresce"), noto anche con i nomi di Nāyāputta ("figlio dei Nāya"), dal nome del clan cui apparteneva, Jñāta ("asceta"), Muni ("saggio"), Bhagavān ("venerabile"), Araha ("onorevole"), Veyavī ("conoscitore del Veda") e con i celebri epiteti di Mahāvīra ("grande eroe") e di Tīrthaṃkara ("creatore di guado"), che visse nel VI secolo a.C. nella regione indiana del Bihar.
Si tratta di un gruppo eterodosso rispetto alla religiosità brahmanica e vedica e che mira a ottenere la liberazione dal ciclo delle esistenze e l’eliminazione del karma attraverso una serie di pratiche di austerità. Fa riferimento a una serie di testi (definiti in un Canone) che riportano l’insegnamento del fondatore, ma i giainisti ritengono che Vardhamāna sia solo il ventiquattresimo dei maestri definiti appunto come Tīrthaṃkara che hanno insegnato la via della liberazione dal ciclo delle esistenze. Si tratta di una dottrina che trasmette pratiche salvifiche e ha aspetti che la discostano dalla dimensione religiosa così come essa è intesa in Occidente (per esempio le figure divine che nel giainismo sono presenti ma hanno ruolo molto diverso rispetto a forme teistiche). In sostanza il giainismo indica come uscire dal saṃsāra (ciclo delle vite continue) e come liberarsi dal karman, elementi che determinano il continuo trasmigrare di vita in vita e quindi una condizione di sofferenza.
È possibile che l'insegnamento catalizzato e proposto da Vardhamāna poggi su precedenti nuclei, trasmessi da figure di cui sono noti alcuni nomi, come Pārśva, il ventritreesimo Tīrthaṃkara, cui possiamo probabilmente dare contorni storici, o che rimandano a dimensioni mitiche, come il primo Tīrthaṃkara, Ṛṣabha, la cui identità si perde nella leggenda e in cui alcuni studiosi hanno voluto vedere una connessione con le civiltà pre-arie (quella della civiltà della valle dell'Indo), vista l’importanza delle figure taurine e bovine nella civiltà vallinda (testimoniata dalle rappresentazioni dei famosi sigilli vallindi) e il significato del termine Ṛṣabha, che è appunto quello di "toro". L’originalità del pensiero giainista, il suo accostamento a tradizioni come quelli dei Cārvāka e degli Ājīvika, il mantenimento di un suo chiaro profilo attraverso i secoli e la sua antichità indubbia rendono questa tradizione una delle più preziose testimonianze del pensiero nel subcontinente indiano.

## Dottrina
La tradizione dogmatica distingue la dottrina del giainismo in sette verità fondamentali chiamate tattva: jīva, la sostanza spirituale che costituisce le anime, ajīva, le sostanze inanimate, āśrava, l’afflusso della materia nell’anima, bandha, il legame dell’anima rispetto alla materia, saṃvara, l’arresto dell’afflusso di materia nell’anima, nirjarā, l’eliminazione della materia accumulata, mokṣa, la liberazione dal ciclo delle rinascite.
L’afflusso della materia nell’anima è quello che è chiamato tradizionalmente karman.
Per i giainisti l’universo è eterno, senza inizio né fine ed increato: si compone di sei sostanze (dravya) o, secondo la tradizione śvetāmbara cinque, di cui vi sono quelle senzienti, jīva, e quelle non senzienti, ajīva.
Le anime, jīva, sono infinite ed eterne, sono mutevoli e incorporee, coscienti e prive di materia ma dotate di quattro perfezioni: darśana (vista), jñāna (conoscenza), sukha (felicità), vīrya (azione).
Le sostanze inanimate sono cinque (o quattro): spazio (ākāśa), moto (dharma), quiete (adharma) e materia (pudgala). Secondo la tradizione digambara anche il tempo (kāla) sarebbe una sostanza ma su questo punto c’è dibattito all’interno della comunità e della tradizione.
Lo spazio è infinito e garantisce agli esseri un luogo: esiste uno spazio occupato e uno spazio (trans-cosmico) vuoto. Il primo è limitato nell’estensione, il secondo è invece infinito.
Con i termini dharma e adharma i giainisti indicano due sostanze del tutto particolari: sono di fatto i presupposti del movimento e della stasi. Per comprenderne il senso la tradizione fa l’esempio dell’acqua per i pesci: il pesce è in grado di nuotare per sua capacità propria ma non potrebbe farlo se non avesse il mezzo che garantisse la possibilità di esercitare questa sua capacità. L’acqua, che è il mezzo che garantisce al pesce la capacità di nuotare, è dharma. Stesso discorso vale per adharma, la quiete, la stasi. Non sarebbe possibile stare fermi se non ci fosse questa sostanza: come l’ombra di un albero garantisce la possibilità di riposo e ristoro nelle giornate assolate, così adharma garantisce la possibilità di stare fermi.
La materia è invece costituita da atomi, microparticelle indivisibili (paramaṇu) che si aggregano insieme in composti denominati skandha generando i vari fenomeni del mondo empirico.
È la materia a determinare per le anime un corpo e le passioni a questo collegate.
Per i giainisti non c’è dunque distinzione tra essere e divenire perché la realtà coincide con ciò che esiste e si manifesta. Tutto questo è però soggetto alla legge del mutamento (pariṇāma). Il giainismo vede dunque come prospettive estremiste quelle del Vedānta, che nega valore di verità alla manifestazione del reale, rifugiandosi in un monismo assoluto, e quella del buddismo che invece nega la sussistenza di elementi reali nella manifestazione giudicando tutto illusione.

La materia dunque si unisce all’anima determinandone una serie di conseguenze, in particolare un offuscamento delle possibilità e della capacità conoscitive. Il corpo fisico è solo uno degli “strati” di materia che si agganciano all’anima. Esistono diversi corpi tra i quali in particolare il corpo karmico che muta continuamente a causa dell’attrazione di particelle di materia da parte dell’anima a causa del desiderio e delle passioni.

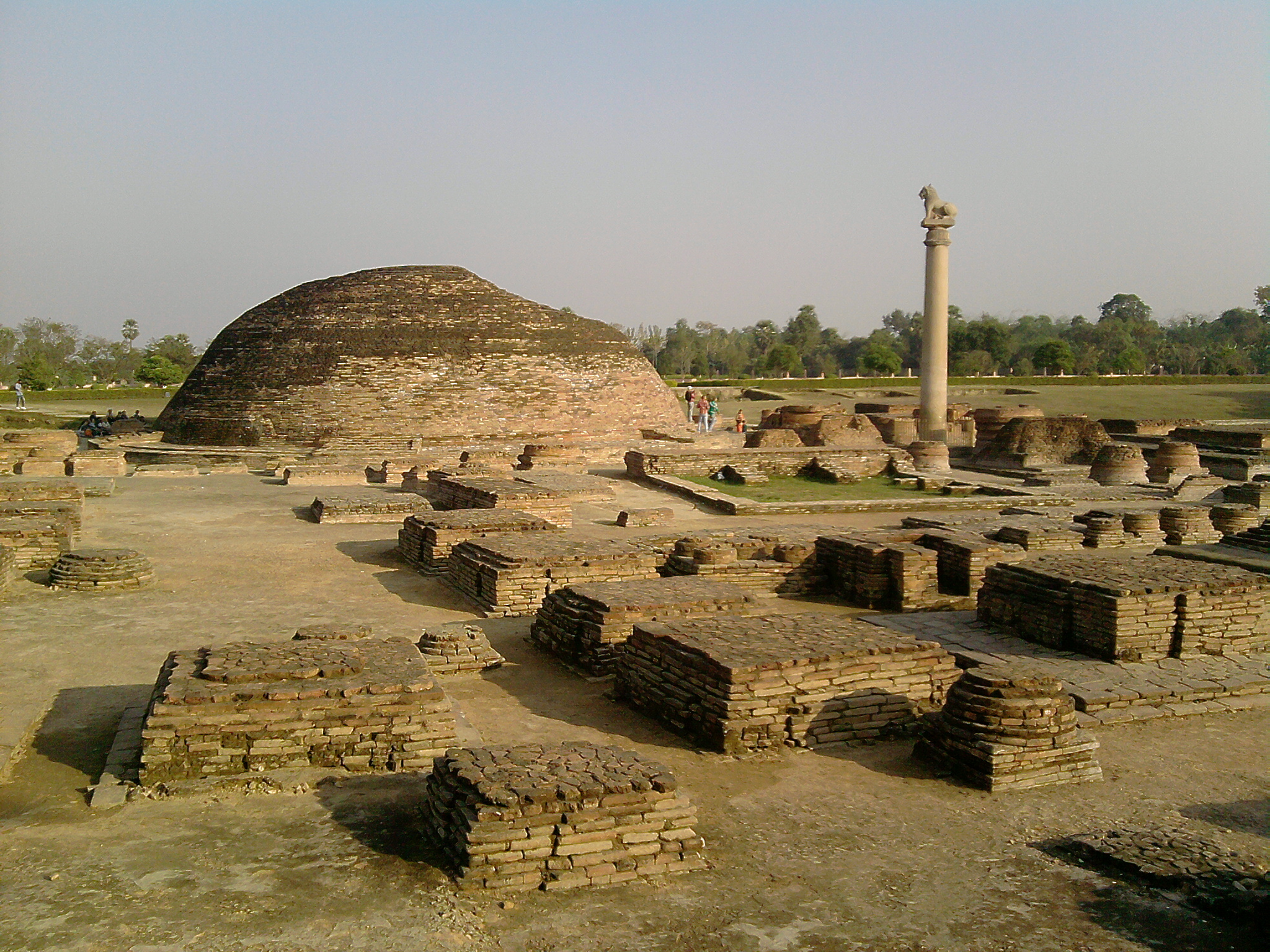
Vaiśālī, antica città situata nello stato di Bihar, dove nel 599 a.C. nacque Mahāvīra, il fondatore del giainismo.

L’azione (yoga) è la causa dell’afflusso di karman che impedisce la corretta visione delle cose, offusca l’intuizione e la percezione, rende sensibili al dolore e alla gioia (sensazione), confonde la retta fede e turba la retta condotta, determina le nascite future, condiziona le qualità fisiche e psichiche del futuro corpo, stabilisce il futuro status sociale (casta, lignaggio, famiglia, etc.) e causa impedimenti di varia natura all’anima.
Il giainismo ha dedicato molta attenzione ai meccanismi che regolano l'afflusso karmico: le particelle karmiche sfiorano l'anima ma non riescono ad agganciarsi a essa se non per effetto delle passioni che consentono al karman di attaccarsi all'anima. Come la polvere il karman si aggancia all'anima solo se questa è "umida" a causa delle passioni.
L’anima è dunque schiava del karman che, in quanto sostanza, è eterno e generato da cinque cause: errate convinzioni (mithyādarśana), inosservanza (avirati), negligenza (pramāda), passioni (kaṣāya), azione (yoga).
Il primo passo è dunque bloccare il nuovo afflusso karmico attraverso la pratica delle rinunce o austerità: quindi è possibile eliminare il karma (nirjarā) e a quel punto l’anima otterrà la liberazione (mokṣa).
L’anima liberata è onnisciente (kevalin) e possiede le tre gemme (raffigurate nei tre punti sopra lo svastica nel simbolo giainista): retta fede (samyagdarśana), retta conoscenza (samyag-jñāna) e retta condotta (samyag-cāritra).
Esistono quattordici livelli di sviluppo spirituali denominati guṇasthāna che l’anima percorre da una condizione di totale assoggettamento alle passioni fino all’onniscienza e alla liberazione.
L’etica giainista prescrive dunque una vita di totale rinuncia e privazione: l’astensione da ogni forma di azione conduce alla liberazione dal karman che dall’azione è generato.
Per eliminare il karma accumulato bisogna poi far maturare questo frutto attraverso la pratica ascetica: viene usato dai giainisti il termine tapas che in sanscrito significa calore. Vengono denominate tapas una serie di pratiche e di austerità che permettono di liberarsi dal karman accumulato.
Il monaco giainista deve vivere una vita di rinunce e privazioni, esponendo il proprio corpo a un'autentica mortificazione e liberandosi dagli impulsi delle passioni. Predicando un'assoluta non-violenza, il giainismo prevede di fatto una forma estrema di Veganismo: la dieta del fedele arriva a escludere anche molti vegetali e persino l'acqua viene filtrata al fine di non ingerire involontariamente piccoli organismi. È fatto divieto di mangiare, bere e viaggiare dopo il tramonto ed è invece necessario alzarsi prima dell'alba, poiché la luce del sole (e quindi del mondo) deve cogliere l'uomo sveglio e vigile.
A questo punto è possibile praticare il cosiddetto saṃlekhana ossia la morte per inedia: il monaco rinuncia addirittura all’alimentazione e piano piano muore ottenendo così la liberazione dal ciclo delle rinascite e accedendo alla dimensione dell’onniscienza e della liberazione.
L’anima sale verso le regioni superne del cosmo e vive in comunione con le altre anime nella condizione di conoscenza e perfezione assoluta.

## Digambara e Śvetāmbara

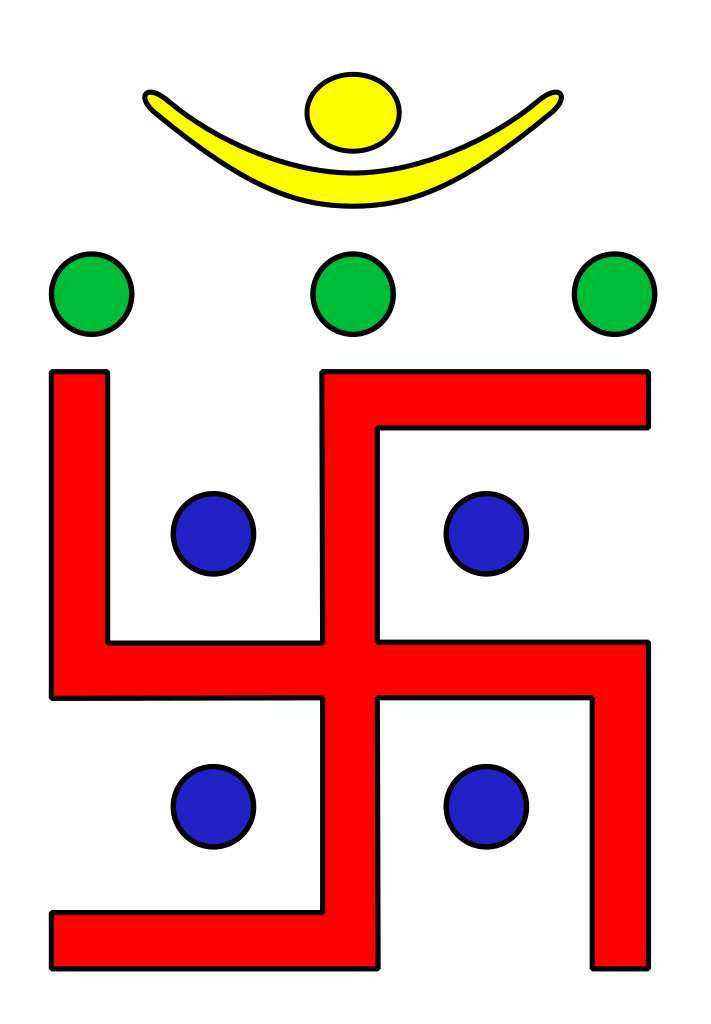
Simbolo dei giainisti.

In generale indica il ciclo continuo delle rinascite ma i quattro punti nello svastika indicano le quattro condizioni di nascita: divina, umana, infernale e animale (compresi gli esseri vegetali). I tre punti sopra lo svastika indicano le tre gemme (retta fede, retta conoscenza e retta pratica) mentre la mezzaluna con un punto sopra indica il luogo in cui si trovano le anime perfette (siddha) una volta raggiunta la liberazione. Alla morte di Mahāvīra gli successero alla guida della comunità figure di autorevoli asceti che vengono denominati “patriarchi”. L’ultimo di questi patriarchi fu Bhadrabāhu, morto 170 anni dopo la dipartita di Jina da questo mondo. Nel IV sec. a.C. dunque questo Bhadrabāhu decise di guidare la comunità verso il sud dell’India e si allontanò dalle regioni originarie del Bihar a causa di una carestia. La parte di comunità che lo seguì si stabilì a Śravaṇa Beḷgola nel Mysore e rimase là per dodici anni. Una volta tornati in patria, gli emigranti constatarono che i monaci e gli asceti rimasti nel Bihar avevano preso l’abitudine di indossare una veste bianca e avevano stabilito un canone di testi durante un concilio tenutosi a Pāṭaliputra, odierna Patna, capitale dello Stato del Bihar.
A causa di questo nel 79 a.C. un nuovo concilio stabilì un’autentica scissione tra due gruppi, quello degli Śvetāmbara (letteralmente “vestiti di bianco”) originatosi da coloro che non avevano seguito Bhadrabāhu e avevano preso l’abitudine di indossare una veste di cotone bianco, e quello dei Digambara (letteralmente “vestiti di cielo [aria]”) che invece giravano nudi. Ancora oggi i giainisti si distinguono in questi due gruppi.
La versione che ha come protagonista Bhadrabāhu è però di ambito Digambara e vuole di fatto rimarcare un allontanamento degli Śvetāmbara dalla pratica originaria: in particolare la nudità viene definita come un carattere distintivo della pratica trasmessa da Mahāvīra stesso.
Esiste però anche una versione degli Śvetāmbara sullo scisma: dopo 609 anni dalla morte del Jina un certo Śivabhūti, divenuto monaco per auto-iniziazione, si unì a un gruppo di Śvetāmbara. Durante il suo peregrinare ascoltò un sermone nel quale si diceva che, secondo la tradizione, Mahāvīra avesse praticato la nudità. Arrogantemente Śivabhūti decise di iniziare a praticare la nudità e convinse pure una monaca a fare lo stesso (ella venne poi però corretta da una prostituta che temeva le ripercussioni che questa pratica avrebbe avuto sul suo mestiere). A questa vicenda la tradizione degli Śvetāmbara fa risalire la pratica della nudità.
Questa versione di fatto non nega la nudità come pratica attuata da Mahāvīra ma ne vincola l’attuazione a un certo livello di elevazione spirituale.
Di fatto nessuna di queste due storie spiega da un punto di vista storico l’origine della distinzione dei due gruppi. La versione dei Digambara è probabilmente del X secolo mentre quella degli Śvetāmbara al V secolo.
È invece da ritenere fondata l’idea che già all’epoca di Mahāvīra vi fosse una distinzione delle pratiche secondo uno sviluppo graduale nel percorso di ascesi e di rinuncia. Di fatto le immagini più antiche di Mahāvīra e degli altri Tīrthaṃkara rappresentano questi maestri nudi e solo dopo il V secolo iniziò l’abitudine a raffigurarli vestiti.
Esiste peraltro nei testi riferimento a un’ulteriore setta, quella degli Yāpanīya che attuò una sorta di compromesso tra i due gruppi, almeno stando a quanto riferisce Hariṣena nel X secolo. Essi praticavano la nudità solo quando stavano nella foresta e indossavano invece un panno che copriva le parti intime quando entravano in contatto con altre persone, nelle città o nei centri abitati.
La definitiva acquisizione della distinzione avvenne durante il concilio di Valabhī, nel 453 o nel 466 d.C., allorché esponenti di soli Śvetāmbara sancirono di fatto l’esistenza dei due gruppi sia in relazione alla pratica delle nudità, sia relativamente alla definizione del Canone scritturale accettato dagli uni e dagli altri.
Ancora oggi sono pochi i testi riconosciuti da entrambi i gruppi, tra i quali spicca sicuramente l’importante Tattvārthasūtra.

## La speculazione filosofica
La conoscenza (jñāna) per i giainisti si raggiunge in modo immediato (pratyakṣa) per effetto di qualità inerenti all’anima, oppure con l’aiuto degli organi dei sensi e della mente (parokṣa): quest’ultima è raggiunta anche attraverso testimonianza o insegnamento.
L’onniscienza, riservata all'onnisciente (kevalin) è del primo tipo, consente la liberazione dal ciclo delle esistenze ed è tramandata attraverso i testi giainisti.
Le sostanze sono in continua evoluzione e l’essere per i giainisti è indeterminabile. Questo approccio è noto come anekāntavāda, dottrina del pluralismo: vi sono affermazioni possibili che sono in apparenza contraddittorie ma che, relativamente a un certo punto di vista, sono di fatto reali e vere.
È stata così sviluppata la teoria del modo di considerare le cose, nayavāda, che si sostanzia nel metodo denominato saptabhaṅgīnaya, sette affermazioni che evidenziano come si possono considerare i fenomeni da diversi punti di vista e come tutti questi siano di fatto validi e veri.
Il primo è il naigamanaya cioè il modo corrente per cui si considera un elemento senza distinguere tra qualità specifiche e qualità proprie dell’oggetto; il secondo è il saṃgrahanaya, il modo di considerare le cose in sintesi, evidenziano i caratteri generici; il terzo, il vyavahāranaya, è il modo empirico di vedere il fenomeno per cui si considerano solo i caratteri individuali; il quarto è il ṛjusūtranaya, il modo “retto” per cui si prende in considerazione solo l’aspetto attuale; il quinto è lo śabdanaya, per cui si considera la parola, il suono, cioè, in senso lato, il valore convenzionale di un termine; il sesto è il samabhirūḍhanaya per cui le parole sono considerate secondo la loro derivazione; il settimo è invece denominato evambhūtanaya, per cui si considera un elemento nel suo valore fondamentale, considerando il rapporto tra realtà ed etimologia.
La verità è dunque la condizione in cui tutte queste prospettive si considerano simultaneamente ma questo è possibile solo all’onnisciente.

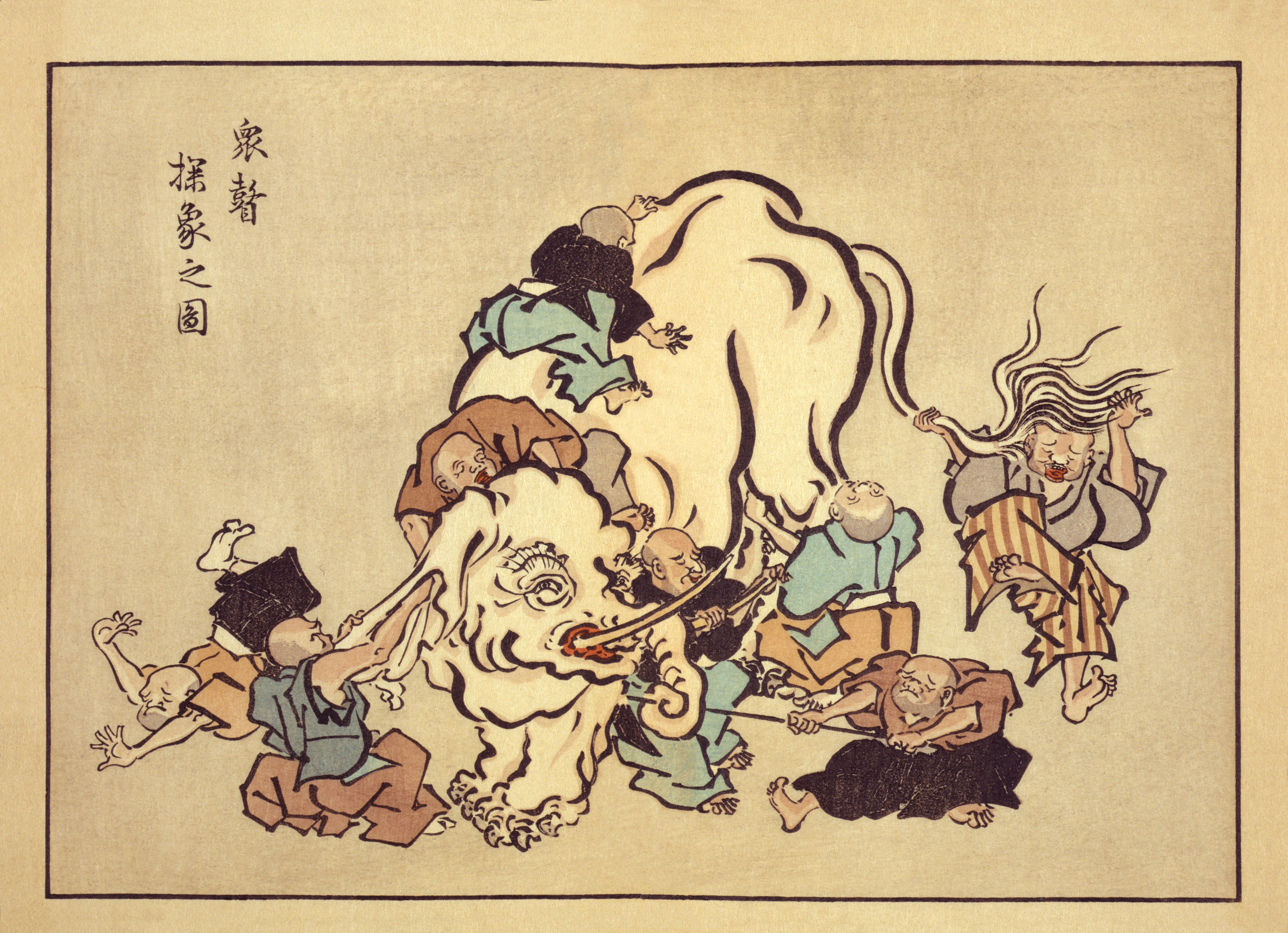
I monaci ciechi che esaminano l'elefante (1888 stampa ukiyo-e di Hanabusa Itchō)

Di ogni elemento preso in esame si può poi dire che esso è (syād asti), che non è (syād nāsti), che è e non è (syād asti nāsti ca), che è indeterminabile (syād avaktavyam), che è ed è indeterminabile (syād asti avaktavyam ca), che non è ed è indeterminabile (syād nāsti ca avaktavyam), che è, non è ed è indeterminabile (syād asti nāsti ca avaktavyaṃ ca). Per esemplificare un albero esiste nella sua determinata forma e nel suo determinato aspetto; allo stesso tempo non esiste in altra forma. Una bevanda è fredda per me ma non è fredda per un altro. Dunque l’albero o la bevanda è e non è allo stesso tempo.
Dunque questa ultima affermazione conduce al fatto che una cosa non è determinabile perché la sua condizione di essere e non essere è di fatto inesprimibile. Quindi di fatto da un certo punto di vista una cosa è ma è indeterminabile, allo stesso modo può non essere ed essere non determinabile. In relazione alle persone quindi un fenomeno può allo stesso tempo essere, non essere ed essere quindi indeterminabile. A volte infatti sperimentiamo qualcosa che non esprimibile mentre non è esprimibile ciò che non è ed è ancora meno esprimibile ciò che è e nello stesso tempo non è.
Attraverso questo sistema i giainisti evidenziano che la realtà è in continuo divenire e questo continuo divenire è l’unico elemento sulla cui realtà possiamo essere certi. Per i giainisti escludere ogni giudizio e assumere ogni giudizio come vero e reale sono dunque forzature ed estremismi.
Questa teoria è stata definita come teoria del syādvāda.
Un'egregia spiegazione e illustrazione di questa teoria è contenuta nel racconto noto come "i ciechi e l'elefante": in questa storiella si racconta di sei uomini ciechi dalla nascita che discutevano tra loro sulla natura dell'elefante. Un giorno decisero dunque di andarne a cercare uno e, una volta raggiuntone un esemplare, si misero a tastarlo. Il primo disse ai fratelli che l'elefante era come un grande muro, il secondo che era come una lancia, il terzo come una corda, il quarto come un serpente, il quinto come un ventaglio, il sesto come un tronco di palma. Ognuno di loro aveva ragione perché aveva toccato, rispettivamente, la pancia, la zanna, la coda, la proboscide, l'orecchio e una zampa. Similmente va intesa la conoscenza secondo la teoria del syādvāda.

## Cosmologia
I giainisti adottano una prospettiva sostanzialmente ateistica per cui non esiste alcuna divinità che abbia preso su di sé il compito di creare il mondo. Non esiste dio che si sia mosso per la creazione del mondo e nemmeno si accetta l’idea che il mondo sia frutto di illusione che, se tale, non potrebbe creare gli effetti di dolore e sofferenza che tutti sperimentano.
È il karma a spiegare egregiamente, secondo i giainisti, i meccanismi che regolano l’universo: esso è non creato, sempiterno, costituito da entità sempiterne e imperiture.
L’universo occupato da esseri è limitato nella sua estensione e misura quattordici rajju: un rajju equivale alla misura di spazio che un dio percorre in sei mesi viaggiando a due milioni di miglia all’istante.
La forma dell’universo ha forma umana (puruṣa): assomiglia infatti a un uomo ritto in piedi con le mani sui fianchi. Si compone dunque di tre zone: una infera, una mediana e una superna.

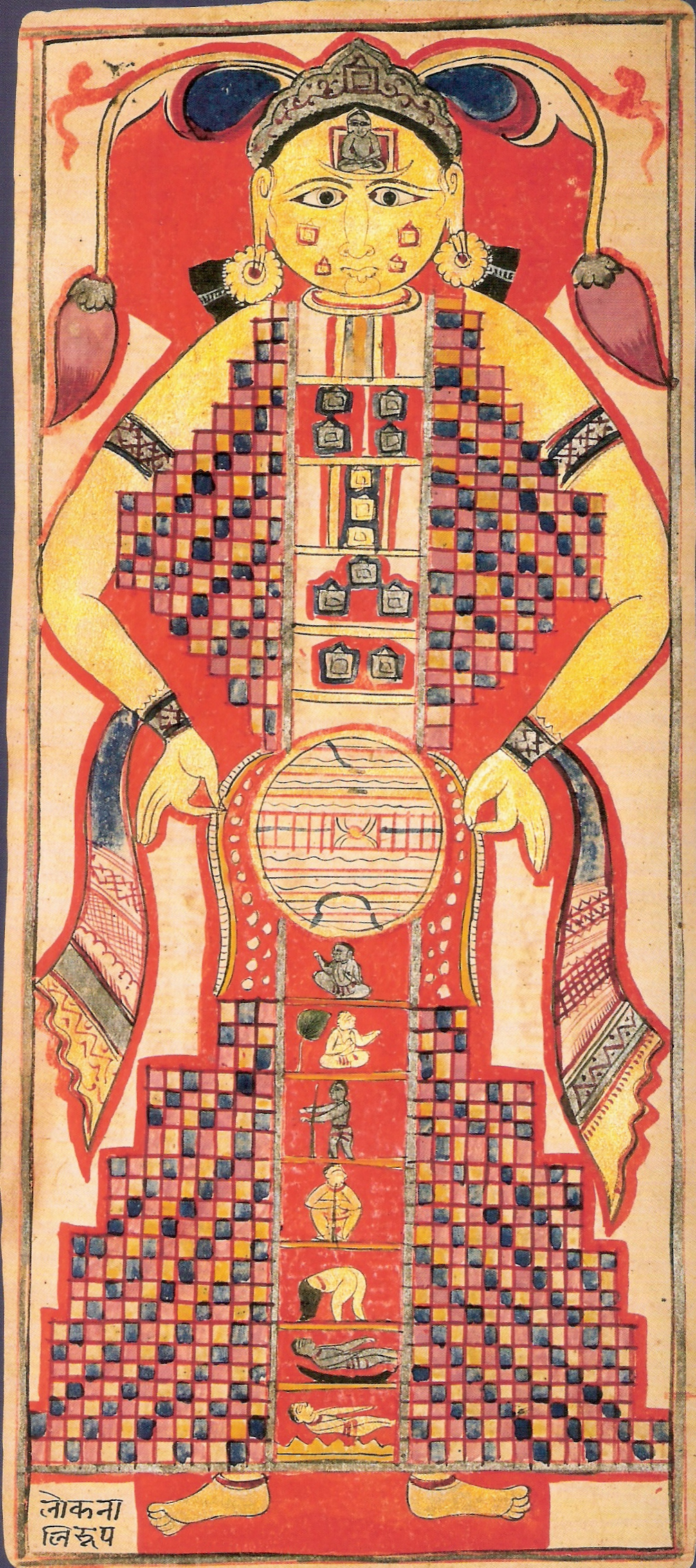
Lokapuruṣa (uomo cosmico). Inchiostro ad acqua e oro (da un manoscritto Samghayanarayana del XVI secolo)

- Il mondo infero è diviso in sette livelli, nei più bassi dei quali gli esseri vivono di sofferenza reciproca e hanno aspetti mostruosi.
- Il mondo di mezzo, corrispondente al bacino del puruṣa, è al centro dell'universo e si caratterizza secondo una certa cosmologia induista,[14] quella che vede il mondo come una serie di anelli di terra e di oceani concentrici. Nel mezzo sta il monte Meru attorno al quale si estende Jambudvīpa, l’isola della melarosa, che è lo spazio riservato agli uomini. Jambudvīpa è distinto in sette zone e nel varṣa (regione) più a sud, quello di Bharata, vivono gli uomini. Le descrizioni nei testi giainisti arricchiscono queste terre di fiumi e montagne che coincidono talvolta con quelli del mondo reale (Gange, Indo, etc.).
- Nelle regioni superne vi abitano divinità e uomini che hanno ottenuto la liberazione. La durata della vita, l’aspetto esteriore e le capacità psichiche aumentano a mano a mano che si sale di livello. Sopra il mondo degli dei c’è Īṣatprāgbhāra sulla cui sommità stanno le anime liberate, i siddha, i “perfetti”.

È da notare che solo nella condizione umana è possibile la liberazione, quindi anche gli dei, per quanto vivano un’esistenza dalle infinite e straordinarie possibilità, devono passare dal mondo degli uomini per poter raggiungere la liberazione.
Secondo i giainisti il tempo è ciclico e si rinnova continuamente: il movimento del tempo è un evento meccanico, simile al ruotare di una ruota, con periodi discendenti (avasarpiṇī) e un ascendenti (utsarpiṇī). Questa dimensione non è solo meccanica ma corrisponde a un metro morale. Ogni fase comprende sei periodi. La durata di una singola fase è dieci koṭikotī (1014) di sāgaropama, misura di tempo oceanica corrispondente a un numero davvero elevato. Un sāgaropama infatti misura 10.000.0002 di palyopama e un palyopama è il tempo necessario per svuotare un cubo di un miglio per lato pieno di capelli se si procede togliendone solo uno ogni cento anni.
I sei periodi sono: suṣamā-suṣamā (molto propizio), suṣamā (propizio), suṣamā-duḥṣamā (propizio e sfavorevole), duḥṣamā-suṣamā (sfavorevole e propizio), duḥṣamā (sfavorevole) e duḥṣamā-duḥṣamā (molto sfavorevole). Attualmente ci troviamo nel penultimo periodo della fase discendente.
| Nome dell'era    | Massimo grado di felicità          | Durata                     | Altezza massima degli individui | Durata massima della vita in anni |
| Suṣama-suṣamā    | Massima felicità                   | 400 trilioni di sāgaropama | sei miglia                      | tre palyopama                     |
| Suṣamā           | Moderata felicità                  | 300 trilioni di sāgaropama | quattro miglia                  | due palyopama                     |
| Suṣama-duḥṣamā   | Felicità e poca sofferenza         | 200 trilioni di sāgaropama | due miglia                      | un palyopama                      |
| Duḥṣama-suṣamā   | Felicità con poca sofferenza       | 100 trilioni di sāgaropama | 1.500 metri                     | 84 lakh purva                     |
| Duḥṣamā          | Sofferenza con un poco di felicità | 21.000 anni                | sette hatha                     | 120 anni                          |
| Duḥṣama- duḥṣamā | Grande sofferenza                  | 21.000 anni                | un hatha                        | 20 anni                           |

S. Vernon McCasland, Grace E. Cairns e David C. Yu descrivono la cosmologia giainista nel seguente modo: 
(McCasland, Cairns, and Yu, Religions of the World, New York: Random House, 1969: pp. 485-486)

## Le Scritture
In ambito giainista è il termine Āgama a indicare le scritture: letteralmente è qualcosa che è “giunto” a noi grazie alla trasmissione di maestro in maestri fino a risalire a Jina.
Cosa ci sia negli Āgama di ciò che Jina ha detto e predicato è difficile dirlo ed è questione complessa, ma è comunque da assumere come fondante l’idea che negli Āgama per i giainisti c’è ciò che Mahāvīra ha pronunciato.
Va peraltro segnalato che per i giainisti il valore delle scritture non è univoco: se per alcuni (il maestro Digambara Kundakunda) le scritture forniscono impulso fondamentale al percorso di liberazione dalle passioni e dalle pastoie del mondo, per altri, per esempio il testo Śvetāmbara Āvasyakaniryukti, si afferma che la conoscenza delle scritture non ha valore senza l’ascesi.
Lo stesso termine Āgama denota una serie di scritture che possiamo intendere come Canone ma che non è del tutto stabilito e definito. Interessante il fatto che poco dopo l’indipendenza indiana i giainisti accettarono di includere nel Canone alcuni testi molto recenti e poco tradizionali che però potessero giustificare il divieto di utilizzo dei beni mobili e immobili di un gruppo religioso da parte di soggetti aderenti o appartenenti ad altre comunità religiose.
Un Canone definitivamente fissato non è dunque quello che bisogna attendersi da questo concetto di scritture, aspetto che è peraltro condiviso anche da altre tradizioni religiose e filosofiche indiane.
Il più antico testo Digambara è il Ṣaṭkhaṇḍāgama, basato, secondo tradizione, sull’insegnamento orale del monaco Dharasena, vissuto nel II sec. d.C. Secondo la tradizione questo monaco, aiutato da altri due, si insediò alla caverna della Luna presso il monte Girnār in Gujarat e lì comunico ai suoi aiutanti quello che ricordava delle opere sacre fino a lui giunte.
Una copia di questo testo venne conservata nel luogo santo di Mūḍbidrī, città del Karnataka (Tamil Nadu). Questi manoscritti furono oggetto di grande attenzione nel XIX secolo e vennero copiati tra il 1896 e il 1922. Si tratta di un resoconto in pracrito sulla natura dell’anima e sulla sua connessione con il karman.
Altro testo fondamentale è il Kalpasūtra, recitato in occasione della festa di Paryuṣan.
L’autore del testo è, secondo la tradizione, Bhadrabāhu e il testo contiene informazioni biografiche su Jina e su Pārśva, il ventitreesimo Tīrthaṃkara.
Tutti i gruppi concordano sul fatto che esistessero dei testi antichi, i Pūrva, ormai scomparsi.
Per la trasmissione del Canone vennero infatti convocati i cosiddetti concili, in sanscrito vācanā (letteralmente "recitazioni"), durante i quali venivano semplicemente recitati i testi così come i monaci li ricordavano e fissati nella forma trasmessa e recitata. Il Canone come ci è giunto è frutto del lavoro svolto durante il concilio di Valabhī nel V sec. d.C.
La letteratura canonica è nota come Nigaṇṭha-Pāvayāṇa (sermoni di Nigaṇṭha) e consiste di sessanta testi circa, quindici dei quali ritenuti ormai perduti.
È uso distinguere questi testi in tre gruppi: i Pūrva, i primi, gli Aṅga, le membra, e gli Aṅgabāhya (esterno alle membra).
Il canone stabilito a Valabhī da soli maestri Śvetāmbara non è accolto totalmente dagli altri gruppi: i Digambara hanno determinato un canone secondario costituito dagli Āgama, mentre gli Sthānakavāsi accolgono solo trentuno testi dei quarantacinque ancora leggibili secondo la tradizione Śvetāmbara.
Jina predicava in un dialetto pracrito noto come ardhamāgadhī, lingua decisamente artificiale e arcaica che è stata conservata attraverso i secoli come segno distintivo dell’insegnamento del Jina. I testi sono scritti però in diverse lingue, prevale certamente l'ardhamāgadhī ma vi sono testi in sanscrito (il celeberrimo Tattvārthasūtra) e in vari pracriti nonché in lingua Tamil.
Interessante il testo cosiddetto Saman Suttam, preparato nel 1974 da un gruppo di maestri riunitisi per definire un testo che potesse essere accettato da tutti i gruppi giainisti: si tratta di una sorta di collectanea antologica che raccoglie brani da vari testi canonici ed è di fatto accettato da tutti i gruppi giainisti.

## Comunità
La comunità giainista (saṃgha) è composta da monaci (sādhu), monache (sādhvī), laici (śrāvaka) e laiche (śrāvikā).

La comunità è distinta in varie scuole chiamate "gaccha" dagli Śvetāmbara e gaṇa dai Digambara e fissate tradizionalmente in numero di 84. Ogni scuola può poi distinguersi in gruppi ognuno dei quali segue un determinato maestro.

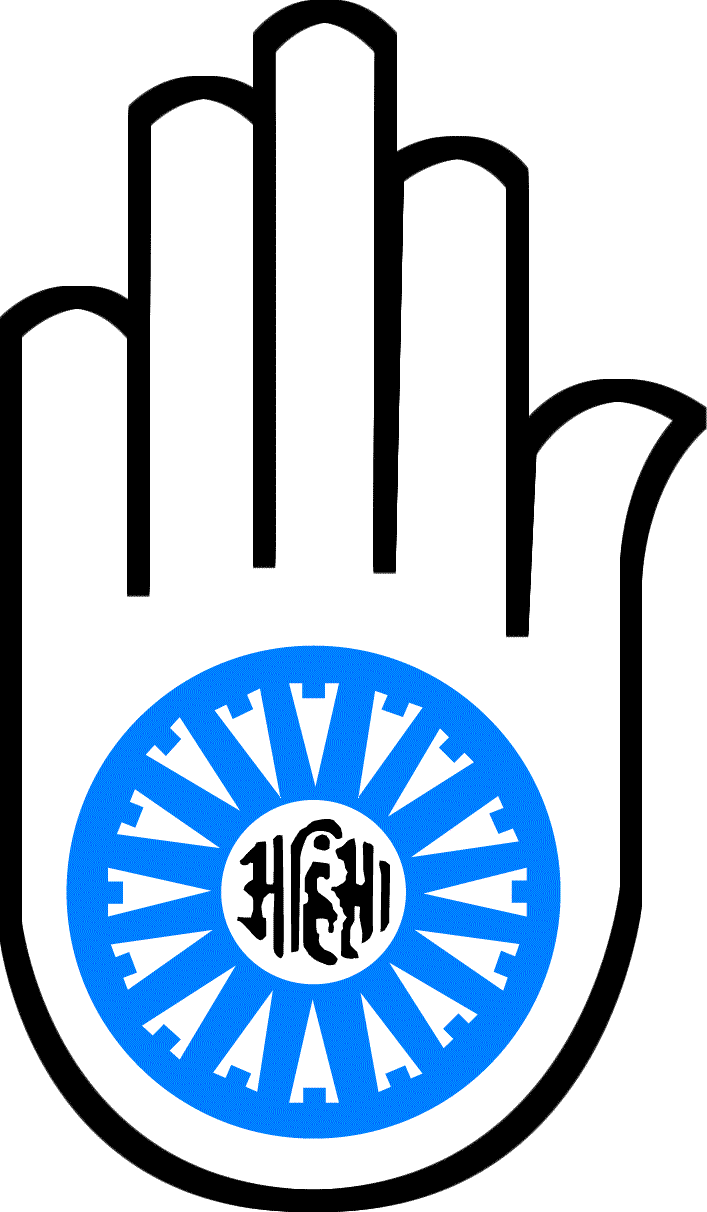
Un emblema del giainismo è la mano con una ruota sul palmo, che simboleggia la dottrina della non-violenza. La mano è nella posizione dell'Abhayamudrā, gesto che invita a non avere timore. La ruota al centro del palmo è la ruota del Saṃsāra (o Dharmachakra). La parola al centro della ruota è Ahimsa. Questo simbolo rappresenta l'arresto del ciclo delle reincarnazioni attraverso il raggiungimento della purezza.

Chi vuole intraprendere la vita monastica può farlo dai sette anni e deve sottoporsi a un’iniziazione che è caratterizzata da un periodo di noviziato (brahmacarya) e quindi da una consacrazione vera e propria (dīkṣā). Il monaco è tenuto a osservare i cosiddetti “grandi voti” (mahāvrata): ahimsa, non violenza, asatyatyāga (rinuncia alla menzogna), asteya (non rubare), brahmacarya (castità assoluta), aparigraha (privazione).
Dotato di una veste (se śvetāmbara), di una ciotola di legno, di una stoffa per filtrare l’acqua e di una pezzuola da mettere davanti al viso per evitare l’ingestione involontaria di qualche essere minuscolo), di un bastone, di uno scopino per pulire il luogo in cui ci si siede o ci si sdraia, il monaco si dedica allo studio, alla meditazione, alla predicazione e alla questua.
È vietata ogni cura del corpo, non è possibile nutrirsi dopo il calar del sole, non si mangia carne, non ci si deve mai fermare troppo in un luogo ma nemmeno spostarsi troppo, si deve mortificare il proprio corpo e il proprio desiderio in tutti i modi.
La dieta è particolarmente severa: anche miele, alcuni ortaggi, frutta acerba e alcol sono vietati.
È inoltre tenuto ad alcune regole ulteriori: l’autocontrollo (gupti), la vigilanza continua (samiti), la moralità (dharma), la meditazione (anuprekṣā), la sopportazione di vari disagi (parīṣahā), la retta condotta (cāritra).
Ogni mancanza va denunciata tramite confessione (pratikramaṇa) seguita da penitenza (prāyaścitta).
Per i laici la disciplina è meno severa: essi sono vincolati a dei “voti minori” (anuvrata): alla castità si sostituisce la fedeltà coniugale, alla privazione si sostituisce un limite al possesso. Vi sono poi dei voti aggiuntivi (guṇavrata): evitare eccessivi spostamenti, certi cibi, alcune professioni e azioni particolari che creano danni. Esistono anche i śikṣāvrata, voti ulteriori: meditare, lavorare solo in certi luoghi, digiunare e vegliare, accogliere gli ospiti e confessare le proprie mancanze almeno una volta l’anno.
Ai laici tocca anche il mantenimento dei monaci. Vi sono però alcune professioni che sono vietate: oltre alla caccia e alla pesca, anche il commercio di armi e di avorio, l’agricoltura e tutte le attività che potrebbero comportare uccisione di animali sono vietate.
Oggi la maggior parte dei giainisti in India pratica l’attività di commerciante: la fiorente attività bancaria cui si dedicano da sempre li rende particolarmente influenti nella società indiana nonostante il numero esiguo (oggi in India sono circa sei milioni).
La maggior parte della comunità giainista in India vive negli Stati del Maharastra, del Gujarat e del Rajasthan. Fuori dall’India le comunità più importanti sono quelle inglese e statunitense e nel complesso fuori dall’India vi sarebbero circa 150.000 seguaci degli insegnamenti di Jina.
Anche il Mahatma Gandhi fu profondamente influenzato dall'enfasi giainista su uno stile di vita pacifico, che non danneggia nessuno; integrò nella sua personale filosofia uno stile di vita che è comune alla filosofia giainista.

## Culto
La via di salvezza per il giainismo è una via assolutamente individuale e si realizza praticando ascesi e virtù, privazioni e rinunce. Esiste tuttavia un culto dei Tīrthaṃkara che si è sviluppato nel corso dei secoli e si è strutturato in alcune pratiche ritualistiche. I Tīrthaṃkara in realtà non si interessano delle vicende del mondo ma meditare sulla loro perfezione è comunque utile a intraprendere un cammino di ascesi e a confermarsi in esso.
La pratica della pūjā è dunque presente anche nel giainismo e consiste in azioni di venerazione e di omaggio nei confronti dei Tīrthaṃkara.
Anche alcune divinità godono di un certo culto, in particolare Hanumat, Ganeśa, Skandha, e tra i Tīrthaṃkara i più venerati sono il primo Ṛṣabha, il sedicesimo Śāntinātha e gli ultimi tre Neminātha, Pārśva e ovviamente Jina Mahavira
La setta degli Sthānakavāsī contesta però l’uso di immagini e di statue negando qualsiasi logicità al culto esteriore e sottolineando la dimensione etica del giainismo e del percorso di salvezza.
La statuaria è comunque particolarmente diffusa e pare fosse già in uso all’epoca del re Khāravela nel II secolo a.C. In giro per l’India è facile peraltro imbattersi in statue enormi dei Tīrthaṃkara, di solito in posizione eretta. Nelle case dei giainisti invece si trovano statuette che raffigurano Jina Mahavira nella posizione del loto (padmāsana) nei confronti delle quali si svolge la bhāvapūjā (meditazione) o l’aṅgapūjā, più simile alla pratica induista, per cui la statua viene lavata, adornata, profumata etc.

Molti sono gli inni di lode e di esaltazione dei siddha, il più famoso dei quali è il Namokar Mantra.

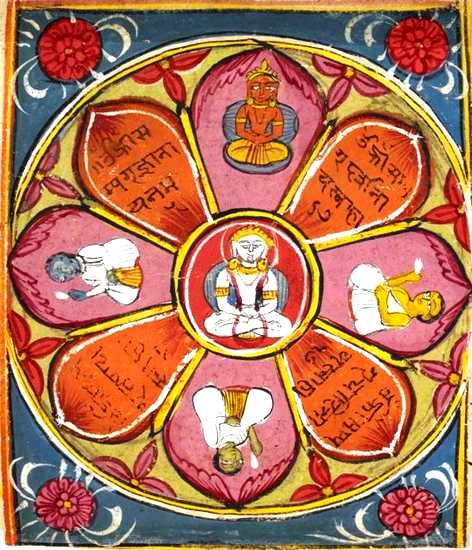
Siddhacakra
Yantra per meditazione
Da un manoscritto del XVII o XVIII secolo (digitalizzato da British Library Board)

| “Onore agli Arhat, Onore ai Perfetti, Onore ai Maestri, Onore ai precettori, Onore a tutti gli asceti del mondo. Questi cinque omaggi distruggono tutte le mancanze del mondo. Di tutti i mantra questo è quello più propizio.” | मो अरिहंताणं णमो सिद्धाणं णमो आयरियाणं णमो उवज्झायाणं णमो लोए सव्व साहूणं एसोपंचणमोक्कारो, सव्वपावप्पणासणो मंगला णं च सव्वेसिं, पडमम हवई मंगलं | Ṇamō Arihantāṇaṁ Ṇamō Siddhāṇaṁ Ṇamō Ayariyāṇaṁ Ṇamō Uvajjhāyāṇaṁ Ṇamō Lōē Savva Sāhūṇaṁ Ēsōpan̄caṇamōkkārō, savvapāvappaṇāsaṇō Maṅgalā ṇaṁ ca savvēsiṁ, paḍamama havaī maṅgalaṁ |
| --- | ------------------------------------------------------------------------------------------------- | --- |

Vi sono poi atti entrati a far parte dei rituali, soprattutto in occasioni delle festività: formule di confessione, gesti delle mani e del corpo, richiamo dei voti ecc. che si possono riassumere nei sei āvaśyaka: voto di evitare ogni atto riprovevole, lode dei ventiquattro Tīrthaṃkara, onore al maestro, confessione, meditazione silenziosa (kāyotsarga), rinuncia a cibi e bevande non indispensabili.
Anche nel giainismo vengono praticati i sedici saṃskāra, pratiche che scandiscono dal punto di vista sacro e rituale la vita del devoto induista.
Sempre a somiglianza di altra pratica induista, quella del tilaka, i giainisti si adornano la fronte disegnandoci un cuore (con pasta di sandalo).
Nel loro templi, alcuni dei quali sono i più splendidi di tutto il continente indiano, per esempio quello di Ranakpur, vi sono raffigurazioni con il simbolo della ruota perfetta (siddhacakra), stilizzata in un loto a otto petali, i quali simboleggiano rispettivamente i cinque parameṣṭhin (arhat, siddha, maestri, istruttori e asceti), i tre gioielli (retta fede, retta conoscenza e retta pratica) e in più l’ascesi. Diffusa è la raffigurazione dello svāstika e del simbolo dello Oṃ.
Il culto viene praticato in edifici sacri che in epoche antiche dovevano essere simili agli stūpa: era diffusa la pratica di scavare santuari nella roccia e utilizzare caverne naturali.
I templi iniziarono a essere costruiti più tardi (XVI secolo a Shatrunjaya) grazie alla liberalità di laici (sul monte Abu, in Rajasthan, sui monti Shatrunjaya e Girnar nella penisola di Kathiavar).
Il servizio religioso è praticato dai Pūjāri (che spesso non sono nemmeno giainisti ma induisti) e la festività più solenne è quella di Paryuṣaṇa (festa della stagione delle piogge): vengono festeggiate anche ricorrenze induiste come Dīpāvalī.

## Il giainismo e le altre religioni del Sud dell'Asia

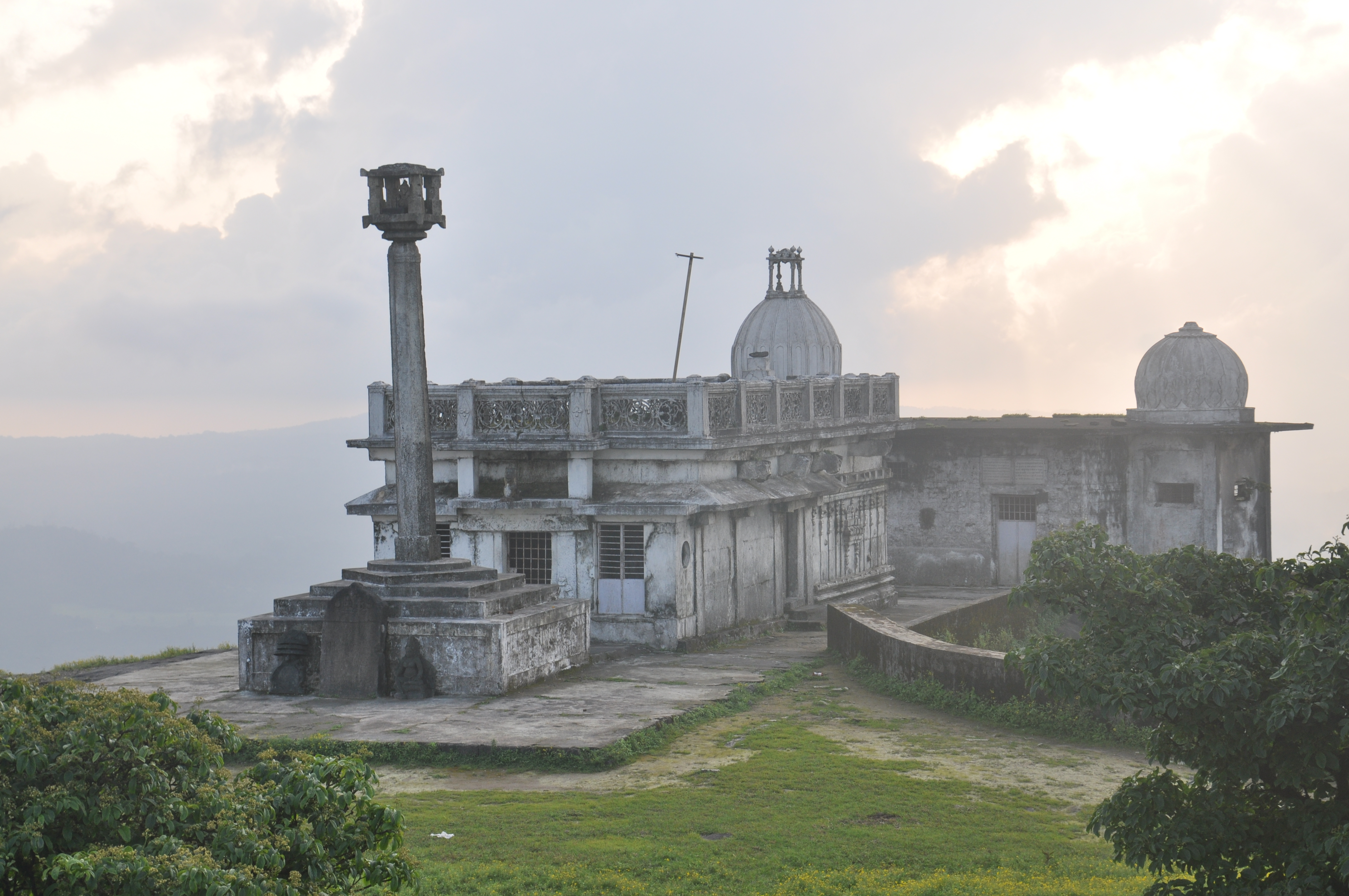
Tempio giainista di Kundadri, nello stato del Karnataka, India.

I giainisti rifiutano la tradizione vedica e di fatto ritengono erronee le credenze di induisti e buddisti ma non vi sono contrasti insanabili benché nella letteratura e nella tradizione culturale brahmanica vi siano casi di giainisti rappresentati come emblema della sporcizia e della contaminazione.
Nonostante questo la percezione di se stessi da parte dei giainisti li porta a identificarsi come hindū mentre gli induisti hanno la tendenza a intendere il giainismo come una sorta di setta. Si tratta di fatto della tipica tendenza dell’induismo per l’inclusività delle tradizioni religiose differenti.
I giainisti negano valore alle abluzioni religiose, cremano i loro morti e si contraddistinguono per l’ahiṃsā, aspetto che certamente in ambito induista è stato recepito proprio dai giainisti, visto che la tradizione vedica abbonda di pratica ritualistiche sacrificali.
Vengono invece accettate dai giainisti le distinzioni di casta.
Grande contrasto c’è di fatto sulla idea di dio visto che i giainisti adottano una prospettiva ateistica: per i giainisti l’universo è eterno e increato e l’anima mantiene una sua individualità anche dopo la liberazione.
Accostamenti sono stati individuati da Carlo Della Casa con il sistema Sāṃkhya che ammette l’isolamento delle anime liberate e con il sistema del Vaiśeṣika nella comune prospettiva atomistica.
Rispetto al buddismo è possibile riscontrare diversi elementi comuni (il fine del mokṣa, la pratica dell’ahiṃsā, una vita rispettosa di principi morali) ma è impossibile non individuare una profonda differenze di vedute, specie riguardo alla natura dell’anima che per i buddisti è priva di sostanza (insostanzialità dell’anima, anātmatā). L’io per i buddisti è un aggregato di momentanei impulsi e stati di coscienza mentre per i giainisti l’anima è increata ed eterna. Per i buddisti è la meditazione a portare al nirvāṇa, mentre per i giainisti è l’ascesi.
Interessante la vicinanza con l’insegnamento di Zoroastro per il desiderio di purezza e la netta opposizione tra spirito e materia che è poi una caratteristica dello gnosticismo nelle sue diverse forme e sembianze. Scarsi sono stati i rapporti e le reciproche influenze rispetto all’Islam e alla predicazione cristiana.

## Il giainismo nella cultura occidentale
Si è spesso voluto identificare monaci o praticanti giainisti nella glossa di Esichio (V sec. d.C.) sui Γυνμνοσοϕισταί (gimnosofisti) dato che la traduzione del termine è stata convenzionalmente quella di “sapienti nudi”: qualcuno vi ha dunque visto un riferimento agli asceti giainisti della tradizione Digambara.
Esichio nel suo glossario spiega il termine Γέννοι (génnoi) rimandando ai gimnosofisti e potrebbe trattarsi di un termine che deriva dalla forma pracrita del termine sanscrito jaina.
Il termine gimnosofisti è stato usato per la prima volta da Plutarco nella vita di Alessandro Magno e l’interpretazione è stata varia: alcuni vi hanno visto dei semplici asceti della tradizione induista, altri monaci buddisti o śramaṇa ma qualcuno ha voluto interpretare queste figure quelle di come monaci Digambara. Interessante il fatto che Onesicrito che li incontrò nel 326 per ordine di Alessandro li descriva come asceti con idee simili a quelle dei cinici e dediti alla mortificazione del corpo.

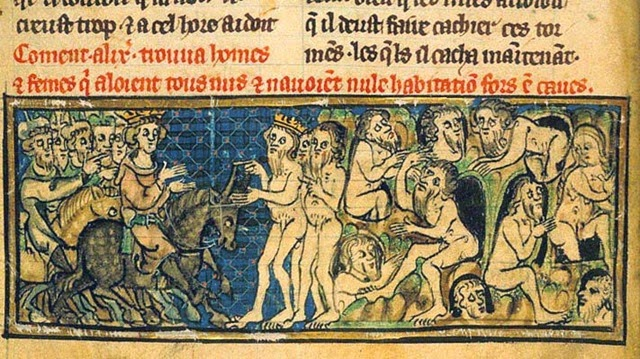
Gimnosofisti incontrano Alessandro Magno

È possibile che il riferimento a un monaco dalla testa rasata da parte di Aristobulo, come riportato da Strabone (XV, 1, 61), possa essere la descrizione di un monaco giainista.
Clemente Alessadrino invece (Stromata, III, cap. 7, 60, 3-4) parla di asceti che praticano la nudità totale e vivono in totale castità: anche in questo caso la descrizione ben si adatta ai monaci giainisti Digambara.
Nel Medioevo le relazioni tra Occidente e Oriente divennero più problematiche.
Un possibile riferimento ai giainisti potrebbe trovarsi nel Milione di Marco Polo quando parla dei chugi (yogin) nel cap. 154.
Un accenno alle pratiche del giainismo si trova poi nei resoconti dei primi viaggiatori e navigatori del XVI secolo: Ludovico di Varthema, Duarte Barbosa, Gaspare Balbi, Jan Huyghen van Lischoten.
Sono stati però i Gesuiti a fornire le prime informazioni precise sulle religioni dell’India. Una descrizione degli Śvetāmbara si trova in una lettera del padre Emmanuel Pinheiro scritta da Cambay nel 1595.
Scrive il padre gesuita:
(J. Hay of Dalgetty (Hayus), De rebus japonicis, indicis et peruanis Epistolae recentiores (Anversa 1605). Il testo riportato è quello citato da Carlo Della Casa nel suo volume sul giainismo (pagg. 104-105).)
Altre notizie si hanno dai resoconti di Pietro della Valle che, come padre Pinheiro, chiama i giainisti Varteas o Vertia (probabilmente dal gujarati varti, in hindī bartī, che vuol dire “asceta”, equivalente al sanscrito vartin che serve proprio a identificare il monaco giainista).
Da questo momento le citazioni e i riferimenti ai giainisti si moltiplicano. Anche il filosofo Immanuel Kant parlò degli ospedali giainisti per animali e dell’uso di portare la pezzuola sulla bocca.
T. Colebrooke ha steso la prima descrizione scientifica della tradizione giainista in un articolo del 1807. Fu però H. Jacobi a dimostrare che il giainismo era ben distinto dal buddismo visto che nell’Ottocento molti studiosi tendevano ad assimilare le due dottrine.
Durante il celebre Parliament of the Religions of the World convocato a Chicago nel 1899 il rappresentante giainista ottenne grande successo e fama e si avviò così una certa predicazione sia in America che in Inghilterra. Nel 1913 Herbert Warren promosse la costituzione di una Mahāvīra Brotherhood per diffondere i principi de giainismo in Inghilterra e in Occidente.

### Il giainismo nella letteratura
La religione giainista è menzionata nel celebre romanzo di Philip Roth, Pastorale americana. Le idee e la pratica giainista sono presentate dall'autore attraverso il filtro rappresentato dal punto di vista di un personaggio appartenente all'alta borghesia americana, che esprime tutto il proprio scetticismo. L'effetto prodotto sul lettore dal giainismo è grandemente rafforzato dal fatto che l'autore lo immerge nella più squallida realtà urbana statunitense.
Il primo capitolo del libro "Nove vite" di William Dalrymple  è dedicato al racconto di una monaca jainista, Prasannamati Mataji.

## Diffusione del giainismo
Il giainismo come religione si è diffusa in tempi diversi in tutto il Sud dell'Asia, compreso Afghanistan, Nepal, Birmania, Bangladesh, e Sri Lanka. Inoltre, è praticato da seguaci in molte città metropolitane come Delhi, Mumbai, Kolkata e Chennai. La religione è presente anche in altre importanti città dell'India, Ahmedabad, Bangalore, Hyderabad.
Il giainismo nasce dunque nell’India nord-orientale e da lì si diffonde non solo nel sub-continente ma anche in altre regioni dell’Asia.
Dopo la morte di Jina Mahāvīra il giainismo si diffonde nei regni dei Shishunaga, dei Nanda, dei Kharavela, dei Maurya, dei Satavahana, dei Gupta, dei Paramara, dei Chandela, e di altre dinastie che favorirono la diffusione della dottrina di Jina con appoggi più o meno espliciti.
L’emigrazione di Bhadrabahu portò il giainismo nel sud dell’India.
Intorno all’VIII secolo d.C. il giainismo si diffuse sull’isola di Ceylon. La cronaca Mahāvaṃsa (10.65-70; 33. 43-79) riferisce dell’esistenza del giainismo sull’isola ancora prima che vi arrivasse il buddismo. Le grotte di Terapur e alcune statue di Tīrthaṃkara provano la diffusione della dottrina giainista sull’isola dove pare fu ampiamente praticata fino al X secolo d.C. Il monaco Kalakācarya avrebbe visitato Burma (Uttaradhyayana Niryukti, 120) mentre Ṛṣabhadeva avrebbe viaggiato fino alla Battriana, alla Grecia, alla Persia (Avasyaka Niryukti, 336-37). L’esistenza del giainismo è documentata anche in Afghanistan visto che sono state trovate immagini di Tīrthaṃkara in posizione di meditazione a Vahakaraj Emir.
La filosofia e la cultura giainista sono state un'importante forza culturale, filosofica, sociale e politica sin dall'alba della civiltà nel Sud dell'Asia, e la sua antica influenza è stata individuata oltre i confini dell'India moderna, nelle regioni mediorientali e mediterranee. Il giainismo è attualmente una religione che sta raccogliendo proseliti anche negli Stati Uniti (le prime significative conversioni di occidentali alla religione di Mahavira ebbero luogo a Londra agli inizi del Novecento e diedero luogo alla prima, minuscola formazione giainista anglosassone, chiamata "Mahavira Brotherhood")
Nell'arco di alcune migliaia di anni, l'influenza giainista sulla filosofia e la religione hindu è stata considerevole, mentre l'influenza hindu sul culto e i rituali nei templi giainisti può essere osservata in alcune sette.
Attualmente i giainisti sono circa 4.200.000 di cui circa 100.000 fuori dall'India.